# Giovanni Pisano
Giovanni Pisano (1248 - 1315) va ser un escultor italià, pintor i arquitecte. Fill del famós escultor Nicola Pisano, va rebre la seua formació al taller de son pare.
Entre 1265 i 1268 va treballar amb son pare al púlpit de la catedral de Siena. La Fontana Maggiore, a Perusa, va ser la seua següent gran obra amb son pare. Al final d'aquest projecte, l'any 1278, probablement son pare ja havia mort. També és possible que Nicola Pisano morira l'any 1284, quan Giovanni va anar a viure a Siena. Aquestes primeres obres es van fer seguint l'estil de son pare. És difícil distingir el treball de cadascú. No obstant la Mare de Déu amb Infant pot atribuir-se amb certesa a Giovanni, mostrant un nou estil amb una certa familiaritat entre la Mare i l'Infant.

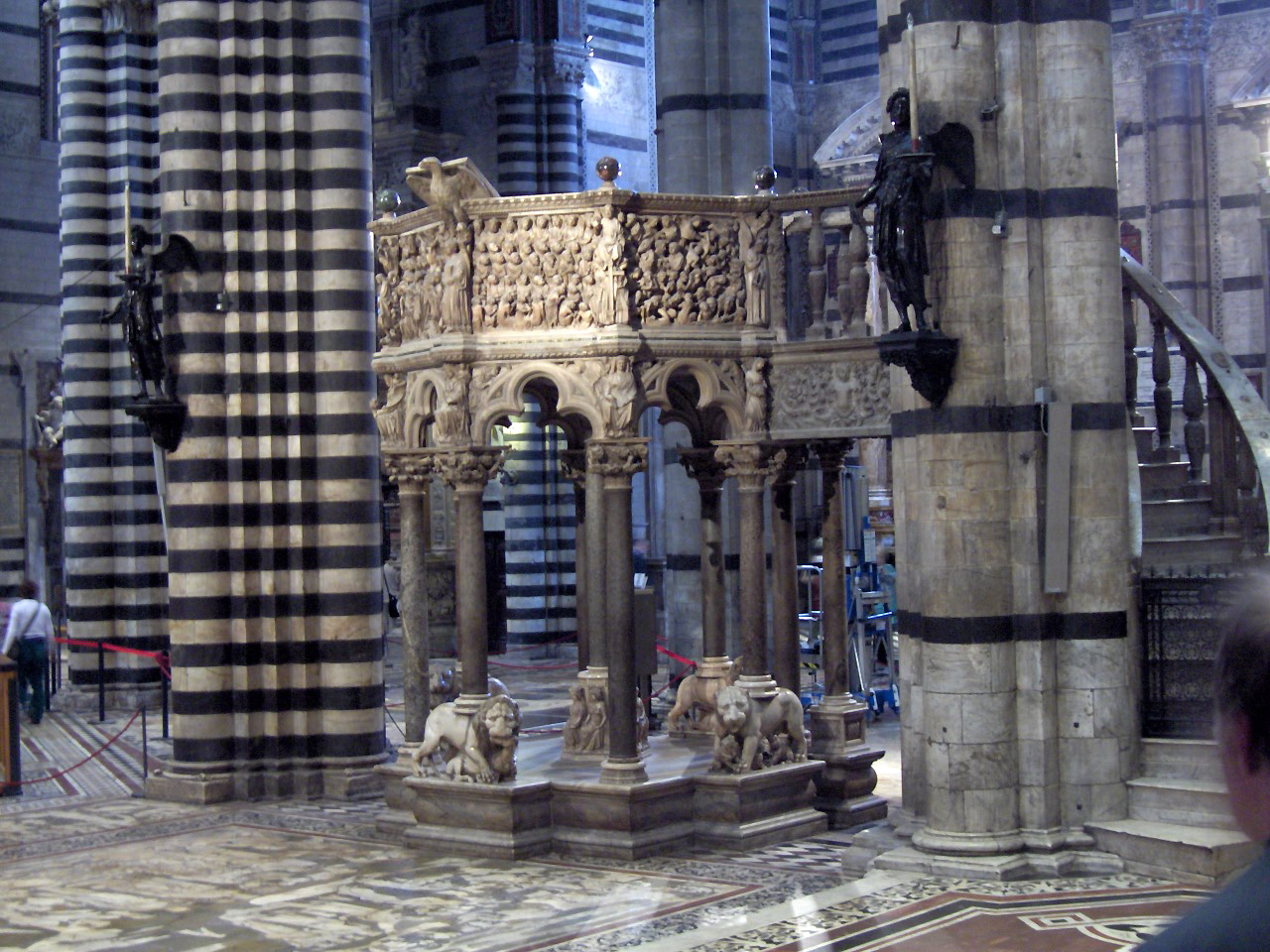
Púlpit a la catedral de Siena

La seua següent obra va ser a Pisa, esculpint les estàtues en les dues files de gablets amb traceries a l'exterior del Baptisteri (1277-1284). La vivacitat d'aquestes estàtues és una nova confirmació que estava deixant enrere el serè estil de son pare.
Va ser nomenat al mateix temps arquitecte en cap de la catedral de Siena entre 1287 i 1296. Això el va obligar a viatjar sovint entre Pisa i Siena. Les elegants escultures i el disseny arquitectònic per a la façana de la catedral de Siena mostren la seua tendència a barrejar l'art gòtic amb reminiscències de l'art romà antic.
El 1296 va tornar a Pisa per a començar a treballar a l'església de Sant Joan. L'any 1301 va continuar la seua obra al púlpit per a l'església de sant Andreu de Pistoia, que ja havia començat el 1297. Els cinc relleus del púlpit són l'Anunciació i la Nativitat; l'Adoració, el Somni dels Reis Mags i l'Àngel advertint Josep; la Matança dels innocents; la Crucifixió; i el Judici Final.
La seua obra entre 1302 i 1310 en el nou púlpit per a la catedral de Pisa mostra la seua distintiva preferència pel moviment en els seus personatges, allunyant-se encara més de l'estil de son pare. Mostra nou escenes del Nou Testament, tallades en marbre blanc amb un efecte de clarobscur. Conté fins i tot una gosada representació naturalista d'un Hèrcules nu. La seua figura de la Prudència, al púlpit, potser va ser la font d'inspiració per a l'Eva en la pintura L'expulsió del Jardí de l'Edèn de Masaccio. Aquest púlpit amb les seues emocionants escenes s'ha considerat la seua obra mestra. Després de l'incendi del 1595 va ser emmagatzemat per a conservar-lo durant la redecoració i no va ser redescobert i erigit novament fins a l'any 1926.
L'església de sant Nicolau a Pisa va ser ampliada entre 1297 i 1313 pels Agustins, potser amb disseny de Giovanni Pisano.
La seua última gran obra data probablement de 1313, quan va fer un monument en memòria de Margarida de Brabant (que va morir l'any 1311) a petició del seu marit l'emperador Enric VII. Aquest monument es trobava originalment a l'església de San Francesco di Castelleto, de Gènova, que va ser enderrocada al segle xix. Es conserven tan sols alguns fragments d'aquest monument funerari entre els quals el tan conegut grup de l'elevació de l'ànima de la reina Margarida (Museu de San Agustí, Gènova).
Les seues obres palesen una barreja gòtic francès i l'estil clàssic. Henry Moore es va qualificar de «el primer escultor modern».
Entre els seus seguidors es troben Giovanni di Balduccio, qui també va esdevenir un escultor famós; l'arquitecte i escultor Agostino da Siena o l'escultor pisà Lupo di Francesco També va influir en el pintor Pietro Lorenzetti. Giorgio Vasari va incloure una biografia de Pisano en el seu llibre Le vite dei più eccellenti pittori, scultori, e architetti.
L'asteroide 7313 Pisano rep el seu nom en honor de Nicola i Giovanni Pisano.